# Euphthiracarus sudamericanus
Euphthiracarus sudamericanus är en kvalsterart som beskrevs av Wojciech Niedbała 2004. Euphthiracarus sudamericanus ingår i släktet Euphthiracarus och familjen Euphthiracaridae. Inga underarter finns listade i Catalogue of Life.